# Eguria macrodonta
Eguria macrodonta är en fjärilsart som beskrevs av Butler 1885. Eguria macrodonta ingår i släktet Eguria och familjen tandspinnare. Inga underarter finns listade i Catalogue of Life.